# Утриманки (телесеріал)
«Утриманки» (рос. Содержанки ) — російський драматичний серіал, виробництвом якого займається студія відеосервісу START. Для театрального режисера Костянтина Богомолова це дебют у жанрі багатосерійного кіно.
Зйомки першого сезону проходили з 16 вересня по 11 грудня 2018 року. Прем'єра відбулася 7 березня 2019 року. 
25 квітня 2019 року вийшов фільм про серіал.
18 квітня 2019 року серіал був офіційно продовжений на другий сезон. Костянтин Богомолов виступить в ньому в ролі шоураннера і співавтора сценарію, а актриса Дарина Мороз, продовжуючи зніматися у проекті, стане креативним продюсером. 
5 червня 2019 року стало відомо, що режисеркою другого сезону проекту стала Дар'я Жук, популярність якій приніс драматичний фільм «Кришталь». Зйомки нових серій стартували в кінці літа.
6 грудня 2019 року Amazon Prime придбав права на показ першого сезону серіалу. Крім субтитрів, серіал дублюють на французьку та німецьку мови. 
Прем'єра другого сезону відбулася 30 січня 2020 року. Нові серії розміщувалися щотижня по четвергах.
Заключна серія вийшла 19 березня 2020 року.

## Сюжет
Молода художниця Даша Смирнова приїжджає з Саратова до Москви, щоб змінити своє життя. Зануритися в світ гламуру і легких грошей їй допомагає шкільна подруга Марина Левкоєва, єдине джерело доходу якої — відносини з одруженим чиновником Ігорем Долгачевим, з яким вона познайомилася завдяки головній світській свасі Москви.
Аліса Ольховська прилаштувала не одну гарну дівчину в надійні руки, а сама змогла пройти шлях від утриманки до дружини процвітаючого девелопера. І тепер вона ділить з Мариною не тільки світські раути, але і молодого коханця Кіра. 
Тим часом у інших жінок — інші турботи. І поки одні витрачають гроші на чергове діамантове кольє, інші міркують, як дотягнути до зарплати. Така реальність для слідчої Олени Широкової, яка знаходить вирішення нагальних проблем в сексі з коханцем-колегою Максимом. Втім, скоро Олені належить познайомитися з красивим життям ближче: коли в туалеті елітного ресторану знайдуть тіло однієї з дівчат, і розслідування цієї заплутаної справи відкриє перед Оленою непривабливі таємниці багатьох мешканців вищого московського суспільства.

## Персонажі

### У головних ролях
| Актор                             | Роль |
| --------------------------------- | --- |
| Дар'я Мороз                       | Лєна Широкова 35 років, співробітник карного розшуку відділу МВД Росії по району Замоскворіччя м. Москви (1 сезон), коханка Гліба Ольховського і Максима. Застрелена Стівеном в 32 серії. |
| Софія Ернст                       | Даша (Дарина) Юріївна Смирнова 23 роки, шкільна подруга Марини з Саратова, коханка Ігоря                                                                                                  |
| Сергій Бурунов                    | Ігор Дмитрович Долгачов 45 років, голова федерального управління, чоловік Міли, коханець Марини, потім Даші                                                                               |
| Володимир Мішуков                 | Гліб Віталійович Ольховський 45 років, девелопер, чоловік Аліси, коханець Олени |
| Олександр Збруєв (1 сезон)        | Петро Сергійович 75 років, батько Міли, займає високу посаду в уряді, в минулому розвідник                                                                                                |
| Марина Зудіна                     | Людмила (Мила) Долгачева 45 років, дружина Ігоря, коханка Кирила |
| Ольга Сутулова                    | Аліса Євгенівна Ольховська 35 років, світська левиця, дружина Гліба, власниця благодійного фонду, коханка Микити                                                                          |
| Олександр Кузнєцов                | Кир (Кирило) Сомов 25 років, початківець актор, коханець Аліси, Марини і Людмили |
| Петро Скворцов                    | Максим Глушков 28 років, старший лейтенант карного розшуку відділу МВД Росії по району Замоскворіччя м. Москви, колега і коханець Олени                                                   |
| Леонід Бічевін (1-15 серії)       | Микита Лісін 30 років, юрист, права рука Гліба, чоловік Уляни, коханець Аліси (1 сезон). Загинув з Уляною в автокатастрофі в 15-й серії                                                   |
| Ірина Старшенбаум (2-15 серії)    | Уляна Валеріївна Лісіна 25 років, дружина Микити. Загинула з Микитою в автокатастрофі в 15-й серії                                                                                        |
| Олександра Ребенок                | Ольга Крутова 33 роки, приватний детектив, психолог, довірена особа Петра Сергійовича |
| Семен Штейнберг                   | Олексій Ігорович Широков 35 років, чоловік Олени, викладач російської мови та літератури в школі (1 сезон), письменник (2 сезон)                                                          |
| Олександра Ревенко                | Катя Матвєєва 17 років, учениця 11-го класу, закохана в Олексія |
| Сергій Чонішвілі (з 3-й серії)    | батько Каті Матвєєвої |
| Сабіна Ахмедова                   | Карина Штерн 32 роки, світська левиця, співачка, актриса, близька подруга Аліси, з 9-ї серії - обличчя благодійного фонду Аліси, коханка Чистякова                                        |
| Ігор Гордін                       | Борис Маркович Начальник відділу МВД Росії по району Замоскворіччя м. Москви, начальник Олени та Макса, приятель Ігоря                                                                    |
| Маруся Фоміна (1 серія)           | Марина Левкоєва 23 роки, коханка Ігоря і Кирила |
| Ігор Титов (1-5 серії)            | Борис Смирнов 23 роки, дворовий хуліган, чоловік Даші, наклав на себе руки в 5-й серії |
| Олександр Воробйов                | Сергій особистий водій Ігоря |
| Володимир Храбров                 | Анатолій Васильович батько Олени |
| Любов Аксьонова (з 9-ї серії)     | Наталія Полякова дівчина Олексія Широкова, видавець книг |
| Ігор Міркурбанов (з 9-ї серії)    | Дарюс режисер фільму «Патріоти» |
| Один Байрон (з 9-ї серії)         | Василь продюсер фільму «Патріоти» |
| Юрій Чурсін (9, 10 і 16 серії)    | Філіп Краснов друг Гліба зі Швейцарії, пластичний хірург, убитий у 9-й серії |
| Віктор Вержбицький (13 серія)     | Дядя Кєша начальник Ігоря, друг Петра Сергійовича |
| Костянтин Лавроненко (з 14 серії) | Павло Іванович Чистяков коханець Карини Штерн |
| Ігор Вєрник (16 серія)            | Юрій юрист Чистякова |

## Саундтрек
| Виконавець                                                           | Назва композиції        |
| -------------------------------------------------------------------- | ----------------------- |
| Kovacs                                                               | My Love                 |
| ROZHDEN                                                              | Знаєш                   |
| Tim Aminov feat. Pete Josef                                          | One Lone Survivor       |
| Х'ю Лорі                                                             | The Weed smoker's Dream |
| Dick Walter                                                          | The Money Song          |
| Danny Farrant & Paul Rawson                                          | In The Pines            |
| Ziggy Sullivin                                                       | Back To Sorrow          |
| Nicholas Hill & Nuala Bennett-Wilford & Glenn Herweijer & Ben Sumner | You Were the One        |
| Сабіна Ахмедова                                                      | Поклич мене з собою     |